# Генеральське (Саратовська область)
Генеральське (рос. Генеральское) — село у Енгельському районі Саратовської області Російської Федерації.
Населення становить 2051 особу. Належить до муніципального утворення Красноярське муніципальне утворення.

## Історія
Населений пункт розташований у межах українського історичного та культурного регіону Жовтий Клин.
До 1941 року належав до АРСР Німців Поволжя. Орган місцевого самоврядування від 2004 року — Красноярське муніципальне утворення.

## Населення
| 2010 | 2015  |
| ---- | ----- |
| 1904 | ↗2051 |